# 고가 공방
고가 공방(일본어: 古河公方)은 무로마치 시대 간토 지방에 세력을 떨친 구보 중 하나, 시모사국 고가(현 이바라키현 고가시)를 본거지로 삼았다. 아시카가 다카우지(足利尊氏)의 차남 아시카가 모토우지의 자손 대대로 가마쿠라 구보를 세습했지만, 점점 무로마치 막부와의 관계가 악화되어 에이쿄 10년(1439년) 아시카가 모치우지 대에 이르러 쇼군 아시카가 요시노리에 의해 멸문된다. (에이쿄의 난, 유키 전투)
교토쿠 4년(1455년) 모치우지의 아들 아시카가 시게우지가 교토쿠의 난을 일으켜 우에스기 노리타다를 모살한 후, 무로마치 막부가 파견한 토벌군과 야마노우치 우에스기씨를 지지하는 간토의 여러 호족과 전투를 벌린다. 그리고, 자신의 거점 가마쿠라가 함락되었다는 소식을 듣고 시모우사국 고가에 자리를 잡아 고가 구보라고 지칭한다.
이것이 고가 구보의 기원이다. 이 고가 구보는 어디까지나 자칭한 것이지 정식 관직은 아니다. 하지만, 간토 지방에 있어서는 큰 세력이었다. 이 때문에, 조로쿠 2년(1458년), 무로마치 막부는 아시카가 마사토모를 정식 가마쿠라 구보로 보내지만, 가마쿠라에 들어갈 수 없어 결국 이즈국 호리고에에 들어가 호리고에 구보라 지칭한다. 또 분메 14년 11월 27일(1483년 1월 6일)에 시게우지와 막부와의 화의가 성립되어 교토쿠의 난은 종결되었다. 이렇게 해서 간토에는 구보가 둘이 존재하게 되었다.
그 후는 시게우지의 자손이 대대로 고가 구보를 세습했지만, 16세기 전반 가독 투쟁이 일어 아시카가 요시아키가 오유미 구보로 이름을 바꾸고 가문에서 이탈하고, 이로 인해 고가 구보는 서서히 쇠퇴하게 된다. 그리고, 덴분 15년(1546년) 아시카가 하루우지(足利晴氏)가 가와고에 전투에서 호조 우지야스(北条氏康)에 패해 유패되었고, 그 뒤 덴쇼 11년(1583년) 하루우지의 아들 아시카가 요시우지가 죽었기 때문에 형식적으로 계속되어온 고가 구보도 명맥이 끊기게 된다.

## 같이 보기
- 우에스기 아키자네
- 우에스기 노리히로
- 다시로 산키
- 야나다 하루스케
- 야나다 모치스케
- 잇시키 우지히사
- 잇시키 나오토모
- 노다 모치타다
- 소마 다네하루
- 기쓰레가와번
- 남총리견팔견전